# ماثيو إليس
ماثيو إليس (بالإنجليزية: Mathew Ellis)‏ (3 فبراير 1870 بملبورن في أستراليا - 19 نوفمبر 1940) هو لاعب كريكت أسترالي. لعب مع فريق فكتوريا للكريكت.

## وصلات خارجية
- ماثيو إليس على موقع إي آس بي آن كريك إنفو (الإنجليزية)